# Aline Sitoe Diatta
Aline Sitoe Diatta (còn gọi là Aline Sitow Diatta và Alyn Sytoe Jata; 1920 - 1944) là một nữ anh hùng Sénégal phe đối lập với đế quốc thực dân Pháp, một biểu tượng người phụ nữ trẻ tuổi kiên cường kháng chiến và đòi quyền tự do. Một lãnh đạo Jola của một nhóm tôn giáo địa phương ở làng Kabrousse, Basse Casamance, Aline Sitoe Diatta là một trong những nhà lãnh đạo của phong trào kháng thuế trong Thế Chiến II.
Diatta sinh ra ở Kabrousse. Cô mồ côi cha mẹ và được nuôi dưỡng bởi người chú, Elubaliin Diatta. Ông mất một vài năm sau khi nhận nuôi cô tại một nhà tù Ziguinchor. Diatta rời làng Kabrousse đến làm việc tại Ziguinchor, sau đó chuyển sang Dakar và cư trú ở Médina.

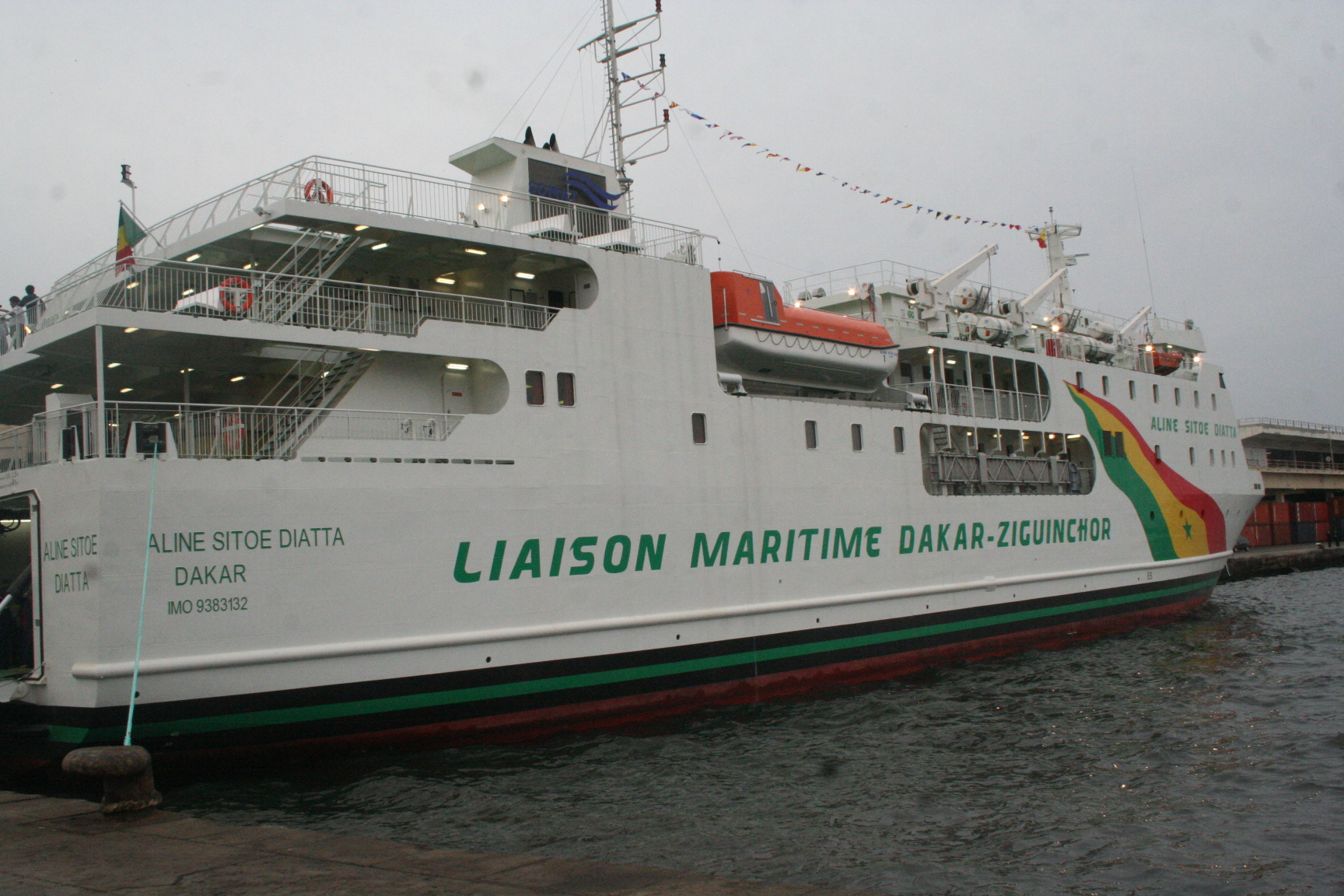
Tên con tàu mang tên cô MV Aline Sitoe Diatta, khai lễ năm 2008 hoạt động tuyến đường từ Dakar đến Ziguinchor.

Cuộc kháng chiến Jola chưa bao giờ thực sự kết thúc kể từ khi bị sáp nhập vào lãnh thổ Tây Phi thuộc Pháp vào năm 1914. Để chu cấp chiến tranh, năm 1942 chính phủ Pháp tiến hành chiếm đoạt một nửa sản lượng lúa của cả khu vực. Các cuộc tẩy chay của những người phụ nữ buôn bán liên tiếp nỗ ra và đã có thành công, để trả đũa, chính quyền Pháp ra lệnh bắt giữ người lãnh đạo. Aline Sitoe Diatta, một nữ lãnh đạo đáng kính với lực lượng ủng hộ mạnh mẽ có quyền lực tôn giáo, bị đánh dấu là người dẫn đầu phong trào bởi chính quyền. Cô bị cầm tù, và bị trục xuất đến một nhà tù ở Timbuktu, Mali năm 1943. Tại đây, cô qua đời vì bệnh tật vào ngày 22 tháng 5 năm 1944.
Sau cái chết của cô, Aline Sitoe Diatta đã trở thành một trong những biểu tượng kháng chiến nổi tiếng nhất ở Tây Phi, và một biểu tượng quốc gia ở Sénégal, đặc biệt là ở Casamance. Khu sinh viên trường đại học Girls University ở Dakar, gần Đại học Cheikh Anta Diop có tên là Cité Aline Sitoe Diatta, Sân vận động chính ở Ziguinchor và nhiều trường học, doanh nghiệp, tổ chức được đặt tên theo cô. Du thuyền Aline Sitoe Diatta cũng mang tên cô.
Năm 2008, một đồng tiền ảo không chính thức của "Vương quốc" Kabrousse được ban hành nhằm tôn vinh "Reine Aline Sitoé Diatta" (Nữ hoàng Aline Sitoé Diatta). Đồng xu nhắc đến cô như "La femme qui était plus qu'un homme" ("một người phụ nữ hơn cả một người đàn ông
").